# 1902 County Championship
Navigation
Édition précédente Édition suivante
Le 1902 County Championship fut le treizième County Championship et se déroule du 1er mai au 6 septembre 1902. Le Yorkshire remporta le championnat pour la sixième fois et la troisième de façon consécutive. Sussex a terminé deuxième, son meilleur classement pour le moment.

## Tableau final
Un point a été accordé pour une victoire et un point a été enlevé pour chaque défaite, donc:
- 1 pour une victoire
- 0 pour un match nul
- -1 pour une défaite

| Equipe          | Pld | W  | L  | D  | A | Pts | Fin | %Fin   |
| --------------- | --- | -- | -- | -- | - | --- | --- | ------ |
| Yorkshire       | 26  | 13 | 1  | 11 | 1 | 12  | 14  | 85.71  |
| Sussex          | 24  | 7  | 3  | 14 | 0 | 4   | 10  | 40.00  |
| Nottinghamshire | 20  | 6  | 3  | 11 | 0 | 3   | 9   | 33.33  |
| Surrey          | 28  | 8  | 5  | 15 | 0 | 3   | 13  | 23.08  |
| Lancashire      | 24  | 7  | 5  | 11 | 1 | 2   | 12  | 16.67  |
| Warwickshire    | 18  | 6  | 5  | 7  | 0 | 1   | 11  | 9.09   |
| Kent            | 22  | 8  | 8  | 6  | 0 | 0   | 16  | 0.00   |
| Somerset        | 18  | 7  | 7  | 4  | 0 | 0   | 14  | 0.00   |
| Worcestershire  | 22  | 5  | 6  | 11 | 0 | -1  | 11  | –9.09  |
| Derbyshire      | 16  | 4  | 5  | 7  | 0 | –1  | 9   | –11.11 |
| Leicestershire  | 20  | 2  | 4  | 13 | 1 | –2  | 6   | –33.33 |
| Middlesex       | 18  | 3  | 7  | 7  | 1 | –4  | 10  | –40.00 |
| Essex           | 20  | 2  | 5  | 13 | 0 | –3  | 7   | –42.86 |
| Gloucestershire | 20  | 3  | 9  | 8  | 0 | –6  | 12  | –50.00 |
| Hampshire       | 16  | 2  | 10 | 4  | 0 | –8  | 12  | –66.67 |
| Source:         |     |    |    |    |   |     |     |        |

### Résumé statistique
| Most runs | Most runs | Most runs         | Most runs       |
| Aggregate | Average   | Joueur            | Comté           |
| --------- | --------- | ----------------- | --------------- |
| 1,570     | 47.57     | Bobby Abel        | Surrey          |
| 1,349     | 40.87     | Cuthbert Burnup   | Kent            |
| 1,291     | 44.51     | Johnny Tyldesley  | Lancashire      |
| 1,276     | 45.57     | Tom Taylor        | Yorkshire       |
| 1,153     | 52.40     | Arthur Shrewsbury | Nottinghamshire |
| Source:   |           |                   |                 |

| Most wickets | Most wickets | Most wickets       | Most wickets    |
| Aggregate    | Average      | Joueur             | Comté           |
| ------------ | ------------ | ------------------ | --------------- |
| 153          | 14.28        | Fred Tate          | Sussex          |
| 140          | 12.48        | Wilfred Rhodes     | Yorkshire       |
| 138          | 15.32        | Thomas Wass        | Nottinghamshire |
| 123          | 11.99        | Schofield Haigh    | Yorkshire       |
| 115          | 17.15        | Beaumont Cranfield | Somerset        |
| Source:      |              |                    |                 |